# 蒙自北駅
蒙自北駅（もうじきたえき）は、中華人民共和国雲南省紅河ハニ族イ族自治州蒙自市雨過鋪街道にある。玉蒙線、蒙河線、弥蒙線（建設中）の接続駅である。

## 歴史
- 2013年4月28日に開業[2][3]。